# Karate

Kalligrafi Karatedō.

Karate (空手, kara 'tom', te 'hand') är en kampsport som räknas till den japanska budon. Karaten kommer ursprungligen från ön Okinawa söder om Japan. Kung-fu, förd till ön av kineser, finns i karatens rötter, eventuellt kombinerad med andra, redan existerande inhemska kampkonster. Från början skrevs också karate med ett annat kanji för "kara". Detta kanjitecken betydde "Kina" och karate stod alltså från början för "Kina-hand". När karaten fördes till de japanska huvudöarna under 1900-talets första årtionden, ändrades detta kanji till ett kanji som betyder "tom". De flesta räknar Funakoshi Gichins uppvisning i Tokyo 1922 som startskottet i japansk karate. Andra väljer att se Itosu Ankō som karatens fader, eftersom Funakoshi, Motobu Chōki, Mabuni Kenwa och många andra framstående karateutövare, som bildade egna skolor, var hans elever eller elevers elever.
I augusti 2016 beslutade Internationella olympiska kommittén (IOK) att karate tillsammans med fyra andra sporter blev de nya sporterna i det olympiska programmet till olympiska sommarspelen 2020 i Tokyo.

## Grundstilar
Inom karaten fanns fyra grundstilar med skilda principer, tekniker och filosofi. Tre av dessa har överlevt: 
- Naha-te
- Shuri-te
- Tomari-te

där te, som betyder hand, är vad "karate" tidigast är känt som på Okinawa. Naha, Shuri och Tomari är alla orter på Okinawas huvudö, Naha är ögruppens huvudstad. 

### Naha-te
Naha-stilens karate, Naha-te, kännetecknas av kraftiga korta cirkulära rörelser, "vridfixerade" ställningar där kampen utförs på mycket nära håll. Korrekt utförd andning är en stor del av Naha-te. Bland stilarna som tillhör Naha-te är Gojū-ryū den mest framträdande.

### Shuri-te
Shuri-stilens karate, Shuri-te, kännetecknas av vad karate är känt som för de flesta; långa, yvigare, kraftfulla, raka tekniker som utförs med djupa ställningar under träning. Syftet med de djupa ställningarna är att bli snabbare i kamp och självförsvar. Bland stilarna som tillhör Shuri-te är Shōtōkan-ryū den mest framträdande.

### Tomari-te
Tomari-te är lite av en blandning mellan både Shuri-te och Naha-te. Bland stilarna som tillhör Tomari-te är Matsubayashi-ryū den mest renodlade Tomari-stilen.

## Skolor

Stamträd över ömsesidiga inflytelser mellan dagens fyra dominerande karate-skolor i sin utveckling och påverkan från relevanta konfessionella och filosofiska strömningar

### Budō

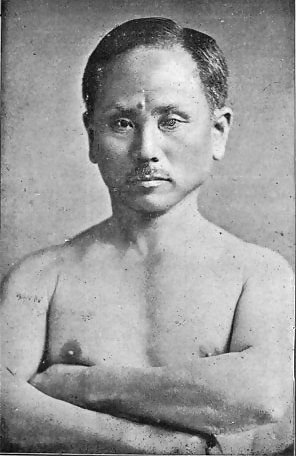
Grundaren av Shōtōkan-ryū, Funakoshi Gichin, taget 1942

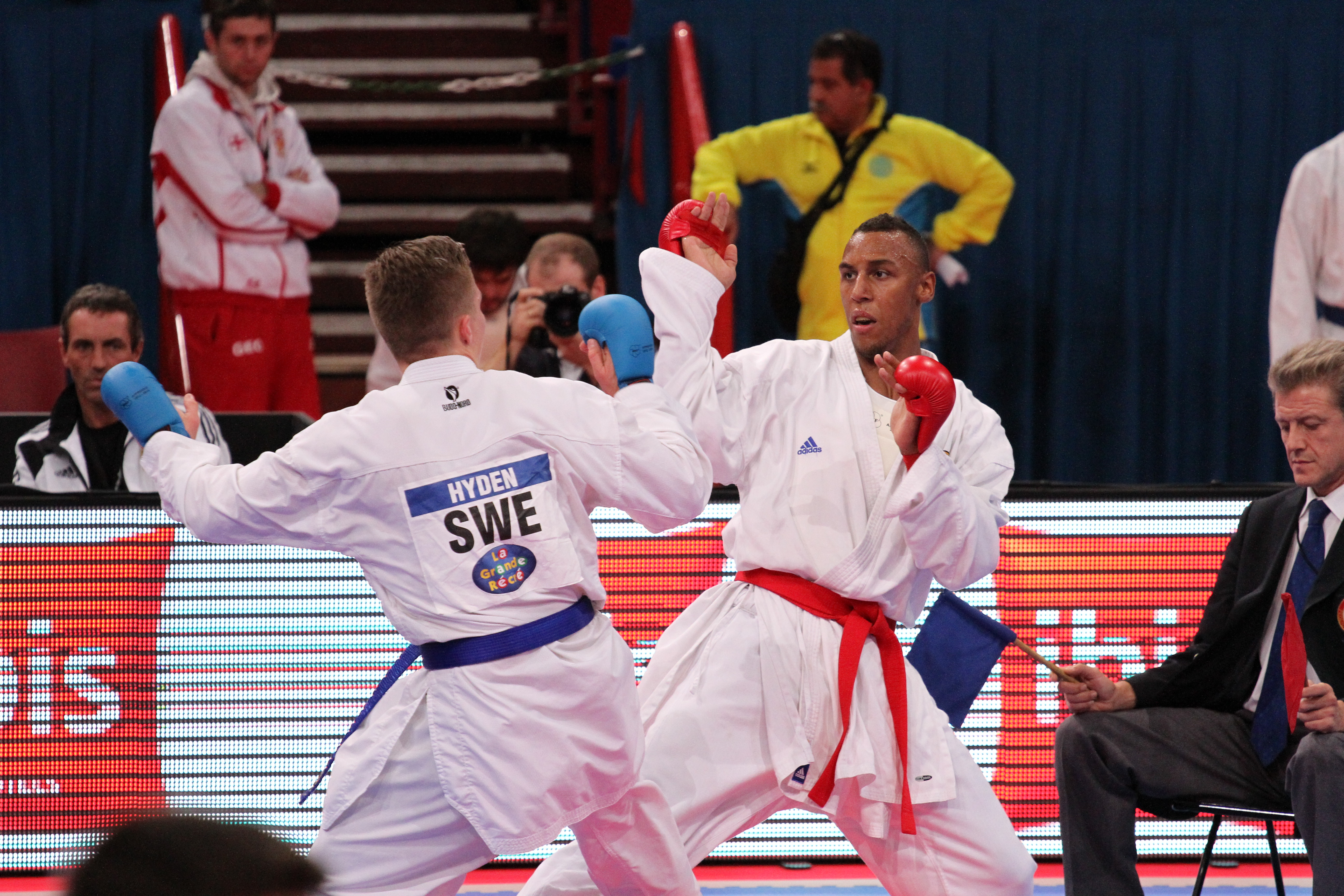

Det finns många olika stilar med olika tolkning och fokusering på olika delar av karaten. Det som skiljer sig åt mellan stilarna är främst vilka tekniker som tränas mest, samt hur slag, blockeringar och rörelsemönster utförs. I mitten av 1930-talet var sex skolor antagna in i Dai Nippon Butoku Kai och därmed erkända som Gendai Budō (modern Budo): 
- Shitō-ryū med grundaren Kenwa Mabuni
- Wadō-ryū med grundaren Hironori Ootsuka
- Shōtōkan-ryū med grundaren Gichin Funakoshi
- Gōjū-ryū med grundaren Chōjun Miyagi
- Shindo Jinen/Shizen Ryu med grundaren Yasuhiro Konishi
- Kushin Ryu med grundaren Kiyotada Sannosuke Ueshima, 1893-1987

De fyra första erkänns av World Karate Federation som karateskolor i sin katalista,  medan World Union of Karate-do Federations (WUKF) erkänner ytterligare fyra karateskolor i sin katalista:
- Shōtōkan-ryū,
- Shitō-ryū,
- Gōjū-ryū,
- Wadō-ryū,
- Shōrin-ryū,
- Uechi-ryū,
- Kyokushinkai,
- Budōkan.

### Övriga
Många stilar är knutna till eller kraftigt influerade av en eller flera av dessa skolor. Ytterligare andra har ursprung direkt från någon av grundstilarna. Några kända är:
- Ryuei Ryu
- Gensei Ryu
- Shōrinji Ryu
- Ashihara karate
- Kan Zen Ryu
- Tsu Shin Gen
- Shūkōkai
- Kuniba-kai
- Yuishinryu

## Träning
Karateträning sker i form av kihon (grundtekniker, waza och kombinationer av dessa), kata (rörelsemönster) eller kumite (fight, sparring). 

### Kihon
Grundtekniker nöts in genom ett antal träningmoment, där först och främst ställningar (i karatetermer dachi waza)  och kroppsförflyttninar (tai sabaki) är viktiga för god balans. Dessa kombineras sedan med blockeringar (uke waza), slag (tsuki eller zuki waza) och sparkar (geri eller keri waza) samt grepp/lås (kansetsu waza) och kast (nage waza). I vissa stilar tränar man också med vapen under benämningen kobudo.

### Kata
Huvudartikel: Kata (karate)
I dagens karate tränas kata tillhörande alla tre grundstilar i nästan alla karateskolor på grund av tävlingar och därför är det svårt att träna enbart Shuri-te, Naha-te eller Tomari-te som tävlingsutövare. Om man istället väljer att definiera de tre grundstilarna efter karate kata, så symboliserar Kusanku och Itosu no Passai (även kallad Passai Sho inom Shorin ryu) Shuri-te bra. Naha-te symboliseras bra av Suparinpei från Gōjū-ryū. Tomari-te symboliseras väl av Tomari Chinto från Matsubayashi-ryū eller Anan från Ryuei-ryū. Dessa kata återfinns i nästan alla stilar med liknande utförande, men ursprunget och huvudidén är den samma.

### Siffer- och annan magi bland kata
Talet 108 har mytologisk betydelse i indisk religion. Talet förekommer av detta skäl flitigt som symbol i karatesammanhang, särskilt med Gojū-ryū. Den ultimata Gojū-ryū katan, Suparinpei, är en icke standard-kinesisk läsning för 108. Fraktioner av 108 som 54, 36 och 18 förekommer också i japansk läsning i namn på olika kata.
För övrigt finns buddhistiska symboler i själva termen karate. Kanjitecknet kara kan även läsas ku, som hänger ihop med sunya, samt positionen som intas i början av en kata liknar handens position i zazen. Vidare finns hövligheten, när man går in i och ut ur en dōjō och möter sensei, vilket även är sed i Buddhisttempel och Zen-dōjō.

## Grader
I nästan alla karatestilar finns olika grader, som ska visa hur långt man har kommit på vägen (dō på japanska), därav kommer ett ofta använt uttryck, karate-dō. Det finns många olika system med skiftande antal grader men generellt är de uppdelade i kyū- och dangrader, där kyū-grader (级 jí på kinesiska) är alla grader före det svarta bältet. Man talar exempelvis om sankyū, nikyū, ichikyū som på svenska blir tredje graden, andra graden respektive första graden. Därefter kommer dan-graderna (svartbältesgrader, 段位, duànwèi på kinesiska) som benämns på ett liknande sätt med shodan, nidan, sandan osv, som på svenska betyder första nivån, andra nivån respektive tredje nivån. Översättningen är inte enkel men dan (段位) är titlar som först gavs inom det klassiska kinesiska spelet Wéiqí (även känt som Go), men som sedan även började användas inom jūdōn och sedermera karaten.

### Gradering
Inom t.ex. Shotokan Karate kan en klubbs huvudinstruktör inte godkänna sina elever för det bälte som är aktuellt. Istället ankommer en examinator
till klubben. Efter uppvisande av de kunskaper som krävs för respektive kui (i kihon, kumite och kata) utdelar examinatorn endera av aktuell "kyu", "karre," aktuell "kyu" eller
samma "kyu" som eleven redan besitter. Detta betyder underkänt. "karre" betyder ungefär "med tvekan godkänd" - och är en tydlig signal om att förbättra sig extra till nästa evt. gradering. Enbart aktuell "kyu" betyder godkänd. Någon gång, men inte ofta, kan det hända att examinatorn tillägger ordet "bra", vilket betyder att eleven gjort bra ifrån sig.   
Betyg och kyu införs i elevens graderingshäfte.
Som tecken på sin färdighet har nybörjaren olikfärgade bälten, vilka erövras vid särskilda examineringstillfällen och godkännes av högre rankad domare. Färgen utvisar den hierarkiska turordningen och vem som ska tituleras senpai.
Ett vitt bälte (10:e kyū eller kyū-gai) bärs av novisen, som därefter stegvis kan avancera till brunt bälte (1:a kyū), innan denne kan nå sitt svarta bälte. Varianter och avvikelser förekommer hos flera karatesammanslutningar, till exempel avsaknad av rött, lila istället för orange, 9:e, 8:e och 7:e kyū gula bälten och 6:e, 5:e och 4:e kyū gröna bälten, där de två högre graderna i varje grupp kan markeras med streck i den högre gruppens färg. Detta gäller då även den bruna gruppen som kan få svarta streck.
Den s.k. 10:e kyū omfattar ograderade nybörjare likaväl som personer som aldrig tränat Shotokan. Alla "har rätt" att bära en gi med vitt bälte, om så önskas.

## Etymologi
Tidigare skrevs karate med tecken som på kinesiska utläses "Tang Shou" (唐手), vilket betyder "Tangdynastins hand", alltså i förlängning "kinesisk hand", eftersom Tangdynastin på den tiden ansågs som Kina. Detta reflekterar karatens arv från och dess påverkan av kinesiska kampstilar. Under tidigt 1900-tal, när karaten fördes från Okinawa till de japanska huvudöarna, "japaniserades" tecknen till att betyda "tom hand", då det ansågs bättre, finare och mer nationalistiskt (det var krigstider) att skriva "karate" med en japansk mening. Tom hand ska dock inte misstolkas som tom som i vapenlös. Som tidigare nämnt är vapenträning vanligt i flera stilar, bland andra de som även idag har stark anknytning till Okinawas Ryukyu kobujutsu. Detta är dock mer sällsynt i ren karate utan starka band till de japanska huvudöarnas kobudō.

## Karate i väst
Karaten kom till Europa på 1960-talet. Under en period på 1980-talet blev karaten förknippad med det så kallade videovåldet och i media blev namnet karate närmast en synonym för asiatiska kampsporter. Dagens karate, liksom övrig budo, fokuserar gärna på den personliga och psykiska delen av karaten; man pratar till exempel om karate som stresshantering. Kända karateutövare är bland andra Kase Taiji, som var en av dem som först introducerade Shotokan-Ryu i Europa. Dolph Lundgren, känd från olika filmer, Chuck Norris, känd från bland annat Bruce Lee-filmen "Way of the Dragon", Jean Claude Van Damme, känd från till exempel filmen "Bloodsport", Masutatsu Oyama, känd för att ha slagits mot tjurar och Kiyoshi Yamazaki som tränade Arnold Schwarzenegger i svärdskonst inför Conan-filmerna, Katheryn Winnick, som spelar Lagertha i TV-serien Vikings. I väst associeras sporten på film dock mest med filmtrilogin Karate kid från 1980-talet med Ralph Macchio och Pat Morita i huvudrollerna.